# Ozero Shalkar-Karashatau
Ozero Shalkar-Karashatau (kazakiska: Shalqar-Qarashataū Köli) är en saltsjö i Kazakstan.   Den ligger i oblystet Aqtöbe, i den nordvästra delen av landet, 700 km väster om huvudstaden Astana. Arean är 11,5 kvadratkilometer.